# Новостной агрегатор
Новостной агрегатор, или, менее точно, агрегатор СМИ — компьютерная программа или информационный интернет-ресурс (сайт или страница сайта), отображающий структурированную новостную ленту, формируемую им подборку из новостей различных СМИ, как правило по заданным критериям автоматически.
Не стоит путать с RSS-агрегатором (клиентским приложением, позволяющим собирать информацию с сайтов).
Среди разработчиков сайтов такие сайты называют ещё автонаполняемыми сайтами. Они в автоматическом режиме анализируют содержимое заранее установленных источников и публикуют данные статьи на сайте, проходя специальную обработку.

## Виды

### Автоматические агрегаторы
Как правило, новостные агрегаторы работают в автоматическом режиме. Они подключаются к лентам различных информагентств и электронных изданий и отбирают новости по прописанным алгоритмам. Алгоритмы созданы по чётким критериям, позволяющим, отбирая новости, предоставлять читателю их адекватную подборку. Среди этих критериев:
- цитируемость (количество внешних ссылок на ту или иную публикацию без учёта аффилированных СМИ и самоцитирования),
- свежесть (время публикации сообщения по сравнению с другими источниками),
- информативность (наполненность сообщения ключевыми фактами сюжета)[4].

Все крупнейшие новостные агрегаторы — автоматические.

### Неавтоматические агрегаторы
В отличие от автоматических агрегаторов СМИ, неавтоматические ведутся командой редакторов, отбирающих и публикующих новости вручную.

## Правовые вопросы
Новостные агрегаторы крупных поисковых систем и информационных порталов — важнейшие игроки процесса информационного обмена в современном Интернете: из-за широкого охвата ими аудитории оказавшиеся на лентах популярных агрегаторов новости моментально набирают большое количество просмотров, сравнимое с количеством просмотров лент информационных агентств, телеканалов и других СМИ. Однако такое положение вещей влечёт и сопутствующие проблемы, связанные с авторским правом и юридическим статусом агрегаторов.

### Авторское право
В Европейской комиссии обсуждалось предложение обязать агрегаторы СМИ платить за контент, который они размещают. Так как агрегаторы обычно публикуют полностью или частично новости из других источников без согласия авторов, это может нарушать закон об авторском праве — посчитали в ЕС, в свою очередь предложив обязать агрегаторы СМИ подписывать договоры с ресурсами, чьи новости они используют, дабы дать первоисточнику эксклюзивные права на материал.

### Статус
До внесения соответствующих поправок в российское законодательство оставался непрояснённым вопрос об ответственности новостных агрегаторов за распространяемый ими контент. Угроза приравнивания ответственности агрегаторов к ответственности «обычных» СМИ за потенциальную недостоверность была ликвидирована в начале 2017 года. Тогда вступил в силу ФЗ-208 «О внесении изменений в федеральный закон „Об информации, информационных технологиях и о защите информации“ и Кодекс Российской Федерации об административных правонарушениях», известный как закон об агрегаторах.
Чтобы попасть в особую категорию и не отвечать за недостоверную информацию агрегируемых СМИ, такой интернет-ресурс должен зарегистрироваться в Роскомнадзоре. РКН ведёт официальный реестр новостных агрегаторов.

## Конвергенция с соцсетью
Осенью 2016 года Рамблер/Новости начал включать в свою информационную ленту новости из групп социальной сети «ВКонтакте»: ресурс подписал соглашение с соцсетью, дабы размещать у себя новости, основанные на информации сообществ «ВКонтакте». Группы-источники Рамблер/Новости подбирают самостоятельно.
По состоянию на 2018 год блок новостей из групп социальной сети «ВКонтакте» перестал показываться.